# Tillandsia arhiza
Espèce
Classification phylogénétique
Tillandsia arhiza est une espèce de plantes à fleurs de la famille des Bromeliaceae qui se rencontre au Brésil et au Paraguay. L'épithète arhiza signifie « sans racines ».

## Protologue et type nomenclatural
- Tillandsia arhiza Mez in C.DC., Monogr. Phan. 9: 855, n° 219 (1896)

Diagnose originale
- « foliis caulem perlongum vaginis tubulosis, quam maxime elongatis involventibus, dense lepidibus magnis obtectis ; inflorescentia paupere panniculata[sic] ; spicis subflabellatis ; bracteolis florigeris inferioribus saltem sepala aequantibus v.paullo superantibus ; floribus stricte erectis ; sepalis antico cum reliquis vix ad 1 mm., posticis inter sese duplo altius connatis ; petalis violaceis. »

Type
- leg. Balansa, n° 4747 ; « Paraguay, in saxis graniticis cacuminis montis Cerro d'Acahy prope Paranaguari » ; Holotypus Herb. Boiss.-Barbey., Paris[1].
- leg. Balansa, n° 4747 ; « Paraguay, Paraguarin Cerro d'Acahy » ; Isotypus B (B 10 0247098)

## Synonymie

### Synonymie taxonomique
- Tillandsia rupestris var. pendens Chodat & Vischer[2]

## Distribution et habitat

### Distribution
L'espèce se rencontre au Brésil et au Paraguay,.

### Habitat
L'espèce croit sur les rochers granitiques.

## Description
Tillandsia arhiza est une plante herbacée vivace, rameuse et saxicole,.

## Taxons infraspécifiques

### Tillandsia arhizavar.arhiza
(autonyme)

### Tillandsia arhizavar.rupestris(Mez) Hassl.
Tillandsia arhiza var. rupestris (Mez) Hassl., in Annuaire Conserv. Jard. Bot. Genève 20: 331 (1919), synonyme du basionyme ] Tillandsia rupestris Mez.